# Eugen Ferdinand av Österrike

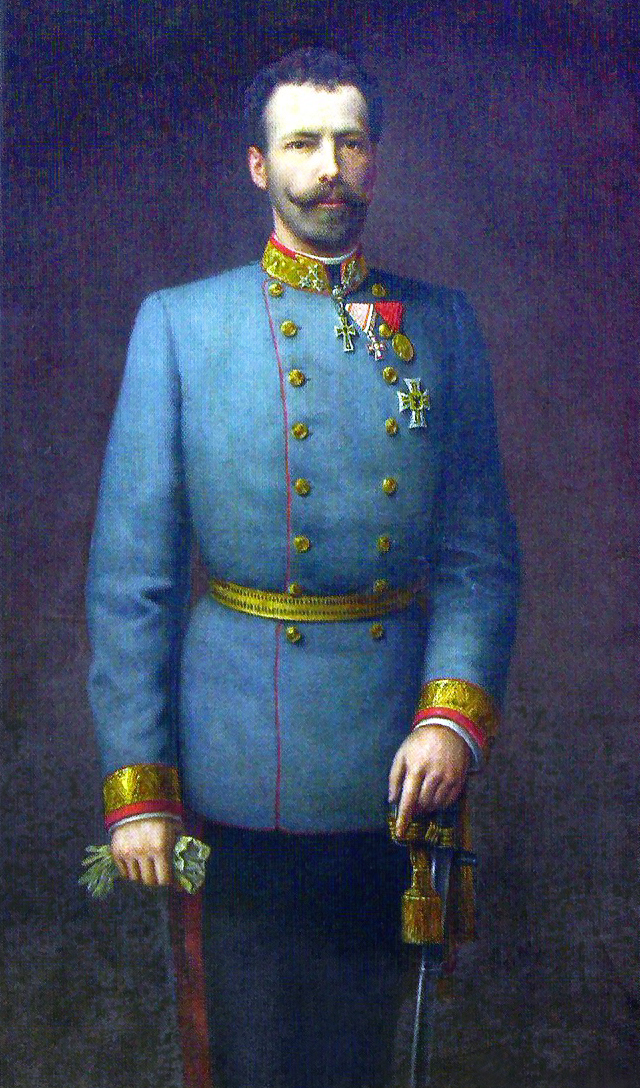
Ärkehertig Eugen Ferdinand av Österrike

Eugen Ferdinand av Österrike, född 21 maj 1863, död 30 december 1954 i Merano, begravd i Innsbruck , var en österrikisk ärkehertig och militär. Han var son till ärkehertig Karl Ferdinand av Österrike.
Eugen blev officer vid infanteriet 1877, och tjänstgjorde omväxlande vid infanteriet och kavalleriet. Han blev överste och regementschef 1890, generalmajor 1893, general vid kavalleriet 1901 och generaltruppsinspektör 1908. Han lämnade på grund av sjuklighet sin tjänst 1912.
Efter Oskar Potioreks avgång i december 1914 erhöll Eugen befälet på balkanfronten med förflyttades 1915 som generalöverste till italienska fronten, där han hade överbefälet fram till januari 1918. I november 1916 utnämndes Eugen till fältmarskalk. Efter kriget bosatte han sig i Basel.

## Utmärkelser
- Riddare av Serafimerorden, 18 september 1897.[1]